# Heide Rosendahl
Heidemarie "Heide" Ecker-Rosendahl (née Rosendahl le 14 février 1947 à Hückeswagen) est une athlète allemande spécialiste du saut en longueur et des épreuves combinées. Triple médaillée olympique en 1972, elle a détenu durant près de six ans le record du monde du saut en longueur avec 6,84 m.

## Carrière sportive

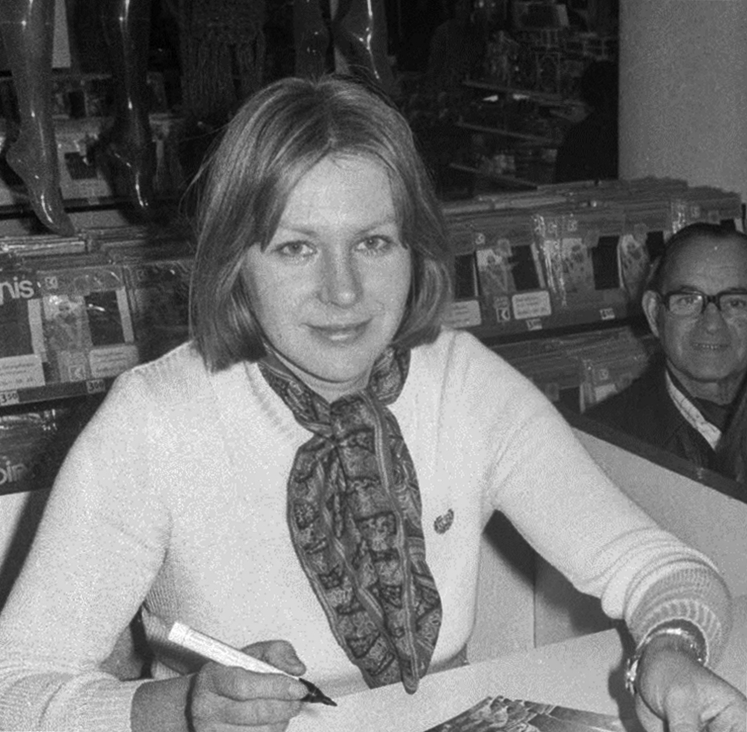
Heide Rosendahl en séance d'autographes le 14 novembre 1975

Le 3 septembre 1970, Heide Rosendahl réalise 6,84 m lors de l'Universiade de Turin, améliorant de 6 centimètres le record du monde du saut en longueur détenu depuis les Jeux olympiques de Mexico en 1968 par la Roumaine Viorica Viscopoleanu. Ce record du monde ne sera battu que près de six ans plus tard par l'Est-allemande Angela Voigt (6,92 m le 9 mai 1976). L'année suivante, elle remporte la médaille d'or du pentathlon des Championnats d'Europe d'Helsinki ainsi que de la longueur des Championnats d'Europe en salle de Sofia.
Lors des Jeux olympiques d'été de 1972 de Munich, Rosendahl remporte le concours du saut en longueur avec 6,78 m, devançant la Bulgare Diana Yorgova d'un centimètre seulement, ainsi que la médaille d'or du relais 4 × 100 m avec ses coéquipières allemandes Christiane Krause, Ingrid Becker et Annegret Richter en établissant un nouveau record du monde de la discipline (42 s 81). Dernière relayeuse, Heide Rosendahl prend le meilleur sur l'Est-allemande Renate Stecher. Par ailleurs, elle prend la deuxième place de l'épreuve du pentathlon, terminant à 10 points de la Britannique Mary Peters.
Elle est élue personnalité sportive allemande de l'année en 1970 et 1972.
Heide Ecker-Rosendahl est la mère du perchiste Danny Ecker.

## Palmarès

### Jeux olympiques
- Jeux olympiques d'été de 1972 à Munich :
  -  Médaille d'or du saut en longueur
  -  Médaille d'or du relais 4 × 100 m
  -  Médaille d'argent du pentathlon

### Championnats d'Europe
- Championnats d'Europe d'athlétisme 1966 à Budapest :
  -  Médaille d'argent du pentathlon
- Championnats d'Europe d'athlétisme 1971 à Helsinki :
  -  Médaille d'or du pentathlon
  -  Médaille de bronze du saut en longueur

### Championnats d'Europe en salle
- -  Médaille d'or du saut en longueur en 1971
  -  Médaille d'argent du saut en longueur en 1967, 1970,
  -  Médaille de bronze du saut en longueur en 1966

## Records
- Record du monde du saut en longueur : 6,84 m le 3 septembre 1970